# Съдебно решение
Съдебното решение представлява акт издаден от орган, който понякога е юридически и
който е постановен, например, в областта на гражданските, наказателните дела, административните или религиозните въпроси.